# 大津美紀
大津 美紀（おおつ みき）は、日本のシンガーソングライター、作詞家、作曲家。千葉県出身。東京コンセルヴァトアール尚美音楽総合学科作曲部門商業音楽専攻卒業。

## 人物
幼少期よりエレクトーンや合唱に親しみ、中学時代より日記を綴るように曲づくりを始める。専門学校時代に校内作曲コンクールへ応募し、その際に課題詩として掲げられていた青木景子の詩のいくつかに音楽をつけることで、改めて作曲の楽しさを味わい知る。今でも、日常的に心に響く詩や文に出逢うと、自然にメロディーが降りてくるという。
猫をテーマにした楽曲をつくったり、猫をモチーフに描くイラストレーターとのコラボ作品なども多く、また、現在4匹の保護猫と暮らし、保護活動にも携わるほどの大の動物好きである。
ペンネームで使用することのあるcota（コタ）は愛猫「こたろう（1998-2016）」からとられた。
趣味は料理、DIY、ロードバイク。

## 略歴
1997年　在学中より活動を開始。初めての仕事は富士通のゲーム「エーベルージュ伝説」のテーマ曲編曲。また、仮歌で歌唱した「JR東海-詩仙堂-」のCMのボーカリストに起用される。その透明感のある歌声が話題を呼び、海外でも高い評価を受け、「International Broadcasting Award」でファイナリストを受賞。その後も多くのCM作品で様々な楽曲を歌唱、作曲。また、高いソングライティング力も買われ、田村ゆかり、アイドルマスターなど、様々なアーティスト、アニメ、ゲーム作品などに楽曲を提供する。クラシックの分野ではテノール歌手SLAVAの日本ツアーに同行し、編曲やシンセサイザー演奏などに携わる。
その他、イラストレーターよしだまさひこ、橋本京子、タナベサオリ、詩人・朗読家の詩村あかね、作曲家・ピアニスト・チェリストの古後公隆など、様々なクリエイターとのコラボ作品を制作発表。“ねこかたり”と題するピアノ弾き語りライブの他、ギャラリーでの映像作品上映、ボランティア演奏や、300人以上の音楽家育成、楽譜出版など、多方面で精力的に活動を続けている。

## 作品リスト

### シングル
- 手のひらからこぼれる雨（作詞・作曲・歌）（編曲：難波正司　cover illustration：阿部行夫）
- 空に還そう（作詞・作曲・歌）（編曲：難波正司　cover illustration：阿部行夫）
- 僕らの誓い-in the dead of night-（作詞・作曲・歌）（『オーロラ戦隊プリズム騎士』ED）
- このキモチ（作詞・作曲・歌）（編曲：ヒラセドユウキ）
- 未来パラソル〜シンフォニックversion〜（作曲）（編曲：岩垂徳行）[3]

### アルバム
- ヒトシズク。
- 猫と暮らせば、（よしだまさひことのコラボアルバム）
- 猫はユメをみていた（古後公隆とのコラボアルバム）

### 映像作品
イラストレータータナベサオリとのコラボ作品（フィルム絵本）作詩・作詞・作編曲・ナレーション・歌
- ソラネコと虹色のうた
- at night cafe
- Silverly Night-銀の夜-
- fragment of memory-at night cafe-
- 星河森の踊り子猫-invaito-
- 星川森の踊り子猫-festum-
- fragment of memory-くじら座の夢
- 夏の大三角
- オリオンカフェ
- カフェアルタイル
- 旅猫と星と珈琲-cafe silver skin-
- ジャコビ二流星の夜
- セロシア-希望の灯-

イラストレーター橋本京子とのコラボ作品
- 小指（作詞・作曲・歌・コーラス）

イラストレーターよしだまさひことのコラボ作品
- ボクのかぞく（作詞・作曲・歌・コーラス）

### CM音楽制作
- 東海旅客鉄道株式会社『JR東海～詩仙堂～』 歌
- アイジャパン株式会社『アイメガネ～メガネのアイ』歌
- カバヤ食品株式会社『カバヤジューC』歌
- 株式会社宮崎銀行『宮崎銀行～いい笑顔篇～』作曲
- 株式会社サンセブン『ペンギン～イヤイヤ篇～』歌
- トヨタ自動車株式会社『スターレット～うるおい篇～』作曲・Pf演奏
- 株式会社日本通信教育連盟『日本通信教育連盟』作曲
- 株式会社ベネッセコーポレーション『サンキュ』作曲・歌
- 日本デビットカード推進協議会『J Debit』ナレーション
- 住友海上火災保険株式会社『住友海上』歌
- 旭化成工業株式会社『サランラップ～明日はデート篇～』コーラス
- 株式会社紀文食品『紀文のはんぺん～キッチン・バター焼篇～、～キッチン・サラダ篇～』歌
- アサヒグループホールディングス『エビオス錠～エール篇～』作曲
- 株式会社ARAX『ノーシン』編曲
- 株式会社湖池屋カラムーチョオリジナルソング『Furi Furi』ラップ
- 株式会社バンプレスト『どれみのぬいぐるみリュック』ラップ
- 株式会社ニチイ学館『アイリスケアセンター』作曲・ナレーション
- シヤチハタ工業株式会社『ネームペン～あの人に篇』作曲
- 株式会社ポーラ『セルディ』作曲・歌
- 月星化成株式会社『ヘルシーウォーカー～歩ちゃん登場篇』作曲・歌
- 赤穂化成株式会社『海の深層水～天海の水』歌
- 農業協同組合(JA)『JAバンク　とんでちょきんぎょ　なかよし篇、たいけつ篇』ナレーション
- 『三瓶不動産』歌（時期は不明）
- 全国農業協同組合連合会（JA全農）『パールライス～ヤングママ篇～』歌
- ライオン株式会社『ビトイーン～これかじって篇～他』歌
- 佐藤製薬株式会社『サトラックス～開ウン篇、～新パッケージ登場篇』歌
- 株式会社NTTドコモ『CMソング篇』歌
- 恵氏『粉ミルク』歌
- 株式会社アガツマ『マイメロディとままごっこ』作曲・歌
- 株式会社長崎銀行『キャッシュエース～デート篇、飲み会篇、日の出篇～』歌
- ライオン株式会社『スーパー手間なしブライト～モーママ篇～』作曲・歌・ナレーシヨン
- 株式会社トミー『いたずらできた』作曲・歌・ナレーシヨン
- 株式会社アガツマ『マイメロディとままごっこ～おしゃべりショッピングレジスター』作曲・歌
- ロート製薬株式会社『メディクイック～実感症状篇～』作曲
- ヤマハ株式会社『ヤマハ音楽教室（春の開講・秋の開講）～教室にいるよ篇～』ナレーション
- 株式会社セキヤマ　サウンドロゴ作曲・歌
- 株式会社エポック社『シルヴァニアファミリー～森のようちえん～』歌
- 花王株式会社『プリティア』ナレーション

### 楽曲提供作品
- 麻生かほ里
「gentle heart」（作曲）

- 飯塚雅弓
「かたおもい」（作詞・作曲）文化放送『愛と由美のあぁぁ新天地！』ED/アニメ『新・天地無用』24話ED
「いたいのとんでけ」（作曲）文化放送『週刊アニメージュ 飯塚雅弓のまだまだ日曜日だよ！』ED/文化放送『飯塚雅弓のいたいのとんでけ!』OP
「ブルーのストーリー」（作詞）文化放送『週刊アニメージュ 飯塚雅弓のまだまだ日曜日だよ！』ED
「大好きな君だから」（作詞・作曲）
「DESTINY」（作詞）東海ラジオ『飯塚雅弓・Starry Night』OP/ゲーム『えすえふアンドロギャる〜』ED
「love letter」（作詞・作曲）ラジオ大阪『飯塚雅弓のMEGA-TONスマイル』ED/文化放送『飯塚雅弓のいたいのとんでけ！』ED/東海ラジオ『飯塚雅弓・Starry Night』ED/ゲーム『トロンにコブン』ED
「Eternity 〜ひとひらのlove song〜」（作曲）
「オレンジと観覧車」（作詞・作曲）
「すきです。」（作詞・作曲）
「My Wish」（作詞・作曲）文化放送『飯塚雅弓のいたいのとんでけ！』ED
「ひとりの夜」（作詞・作曲）
「Steal on Sunday」（作詞・作曲）
「あこがれ」（作詞・作曲）
「MELODY」（作曲）
「虹の咲く場所」（作曲）
「君といたmemory」（作曲）
「未来へ」（作曲）
「あの日のLove Letter」（作曲）
「君想う空に願う」（作・編曲・ピアノ）
「コスモスガーデン」（作曲・コーラス）音泉『〜飯塚雅弓の月刊ラジオグランプリ〜 ともだち100人できるからっ♪』ED
「クリスタルデイズ」（作曲）
「ROSE ROSE」（作曲）
「my precious」（作詞・作曲）

- 大石恵
「月の舟」（作詞）

- 折笠愛
「愛をかくせない」（作詞）
「夢でもいいから」（作詞・作曲）

- sorachoco
「I☆アイ☆愛言葉」（作曲）

- 田村ゆかり
「Baby's Breath」（作曲）（3rdシングル『Baby's Breath』）ラジオ「田村ゆかりのはぁとのためいき」OP
「Angel Pride」（作曲）（ゲーム『エンジェリック・コンサート』OP）
「メロディーフラワー」（作曲）（ゲーム『エンジェリック・コンサート』ED）
「未来パラソル」（作曲）（ゲーム『極上生徒会』ED）
「極上プッチャン音頭」（作曲）（DVDアニメ『極上生徒会』vol.7 特典CD）
「恋のチカラ」（作詞・作曲）（11thシングル『Princess Rose』に収録）

- 真桜
「yellow」（作詞・作曲）

- 山本麻里安
「つよくなりたい」（作詞・作曲）
「恋なんて切ないよ」（作詞・作曲）
「大好きなともだち」（作詞・作曲）

- アニメ『ひだまりスケッチ』
- 「とびきりスイッチ」（作曲）（歌：蒼樹うめ）

- アニメ『機動戦艦ナデシコ』ホシノルリ（歌：南央美） 
「冬の花」（作詞・作曲）
「Sweet Call」（作詞・作曲）
- アニメ『機動戦艦ナデシコ』お洒落倶楽部 
「おなじそら」（作詞・作曲）
「アナタトイキル」（作詞・作曲）

- アニメ『こいこい7』
「魔法のランプ」（作曲）

- アニメ『さよなら絶望先生』
「fetish」（作曲・編曲・コーラス）（歌：小節あびる、藤吉晴美（後藤邑子、松来未祐））

- アニメ『僕等がいた』
「星を数えるよりも」（作詞・作曲・編曲）（歌：大津美紀）

- OVA『AIKa R-16:VIRGIN MISSION』OP 
「Sailing To The Future」（作詞・作曲）（歌：小清水亜美）

- 鉄道むすめ
「シアわせア・テ・ン・ド」（作曲）（歌： 春日部しあ（中原麻衣））

- ゲーム『THE IDOLM@STER』
「スキ」（作曲・編曲・コーラス）（歌：天海春香(CV：中村繪里子)）、如月千早(CV：今井麻美)）、双海亜美(CV：下田麻美)）
「ALRIGHT*」（作曲）（歌：萩原雪歩（CV：落合祐里香））
「ハッピース」（作曲）（歌：日高愛(CV：戸松遥)、水谷絵理(CV：花澤香菜)、秋月涼(CV：三瓶由布子) ）
「はなまる」（作曲）（歌：日高愛(CV：戸松遥)）
「仲良しでいようね♥」（作詞・作曲・編曲・コーラス）（歌：高槻やよい(CV：仁後真耶子)、水瀬伊織(CV：釘宮理恵）

- ゲームPS2版『ゆめりあ』
「君がそばにいるから」（作詞・作曲）OP」 （歌：有島モユ）
「永い夢」（作詞・作曲）ED」 （歌：有島モユ）

- ゲーム『VitaminZ』
「告白」（作曲）（歌：方丈 慧（CV：入野自由））
「I LOVE MY HEART」（作曲）（歌：天童 瑠璃弥（CV：神谷浩史））
「natural heart」（作曲）（歌：桐丘 凛太朗（CV：花輪英司））

- ゲーム『エチュード虹組』
「扉の向こうに」（作詞・作曲）（歌：曽田光星（CV：榎本温子））

### その他
- SLAVA『CHRISTMAS CONCERT TOUR 1997』（編曲）
- SLAVA『CHRISTMAS CONCERT TOUR 2000』（編曲）
- 岡崎律子プライベートコンサート 2000 （キーボード・コーラス）
- 岡崎律子プライベートコンサート 2001 （キーボード・コーラス）
- ウクレレピクニック cota出演（逗子マリーナ）
- フジTV系『さるしばい（ジョビジョバ主演）』挿入歌「不輝星」（作曲・編曲・歌）
- TV東京『Parky Paky』テーマ曲「あなたのいる世界」（共作詞・作曲）
- 映画『千と千尋の神隠し』より「あの日の川」「いつも何度でも」（弦楽用編曲）
- 熊川哲也『K Ballet Company 2001 Spring Tour』「24 CAPRICCI～カプリスNo.3（パガニーニ作曲）」（編曲）
- SLAVA『The Concert SLAVA in recital at Opera City』に収録「Over The Rainbow」「Handel From <Rinaldo> "Lascia Ch'io Pianga"」（編曲）
- SLAVA『SPRING CONCERT2002 Trinity Tour』（編曲・シンセサイザー及びピアノ演奏）
- 2008年5月アキバおたくまつりゲスト出演
- 2008年8月セルフカバーワンマンライブ「うたのたね」開催（恵比寿天窓SWITCH）
- 2010年ビクター運動会『クレヨンくーちゃん』収録「クレヨンくーちゃん」（歌）
- 2010年ビクター発表会『いくぜよ龍馬!』収録「キライなんだもん」（歌）
- 2012年ビクター運動会『よさこいブギウギ』収録「あいさつくまちゃんパピプペポ」（歌）
- ART HOUSE主催『しりとりアート駅伝2021』（音楽）
- 株式会社GEMCOカンパニーソング『輝く未来へ』（作詞・作曲）
- 第一回音楽マーケティングブートキャンプ グランプリ受賞
- 2022年「大津美紀25周年記念ワンマンライブねこかたり〜このキモチ〜」（Yokohama mint hall）
- 2024年　詩人詩村あかねとのコラボ企画「うたのいと〜詩と音楽によるつむぎ〜」コンサート開催（作曲 他）（Tokyo Guesthouse Oji Music Lounge）

タナベサオリとのコラボ作品フィルム絵本の上映等
- 2006年タナベサオリ『ソラネコと虹色のうた』（ART HOUSE）
- 2008年3月ワンマンライブ「at night cafe」開催（赤坂）
- 2008年9月ソラネコと銀色オルゴォル-スペシャルライブ-（ART HOUSE）
- 2013年1月RECOMMEND展〜物語を持つ作家〜（ART Lab OMM）
- 2013年5月花咲くコリアアニメーション2013
- 2013年9月ねこの引出し5周年記念展（シャトンdeミュー）
- 2013年12月タナベサオリイラストとフィルム絵本展「旅猫と星と珈琲」（ART HOUSE）
- 2014年10月タナベサオリフィルム絵本展「旅猫とジャコビ二流星の夜」（Hello ArtMACHI）
- 2014年12月タナベサオリ作品展「旅猫と星とふくろう森」（ART HOUSE）
- 2015年5月PEARS上映会タナベサオリ特集「エメラルドの夜」(ART HOUSE)）
- 2016年1月タナベサオリ作品展「月と珈琲と、、、」（ART HOUSE）
- 2016年7月宮沢賢治生誕120周年記念作品展（石と賢治のミュージアム）
- 2016年12月フィルム絵本展（クレアホール）
- 2017年タナベサオリ作品展-Night Soda-月の呟き（ART HOUSE）
- 2017年12月フィルム絵本タナベサオリの世界展（クレアホール）
- 2018年2月フィルム絵本展（ギャラリー草津宿）
- 2018年9月タナベサオリ セロシアイラストワーク展（ART HOUSE）
- 2022年10月大津美紀×タナベサオリ「猫はユメをみていた」展（ねこの引出し）

## 書籍
- 大津美紀詩集『生まれたばかりの子ねこを抱きしめるように』（愛育社）
- 岡崎律子全曲集『Ristuko Okazaki Collection vol.1』（Kitty Eye Records）
- 岡崎律子全曲集『Ristuko Okazaki Collection vol.2』（Kitty Eye Records）
- 岡崎律子全曲集『Ristuko Okazaki Collection vol.3』（Kitty Eye Records）